# Acedia

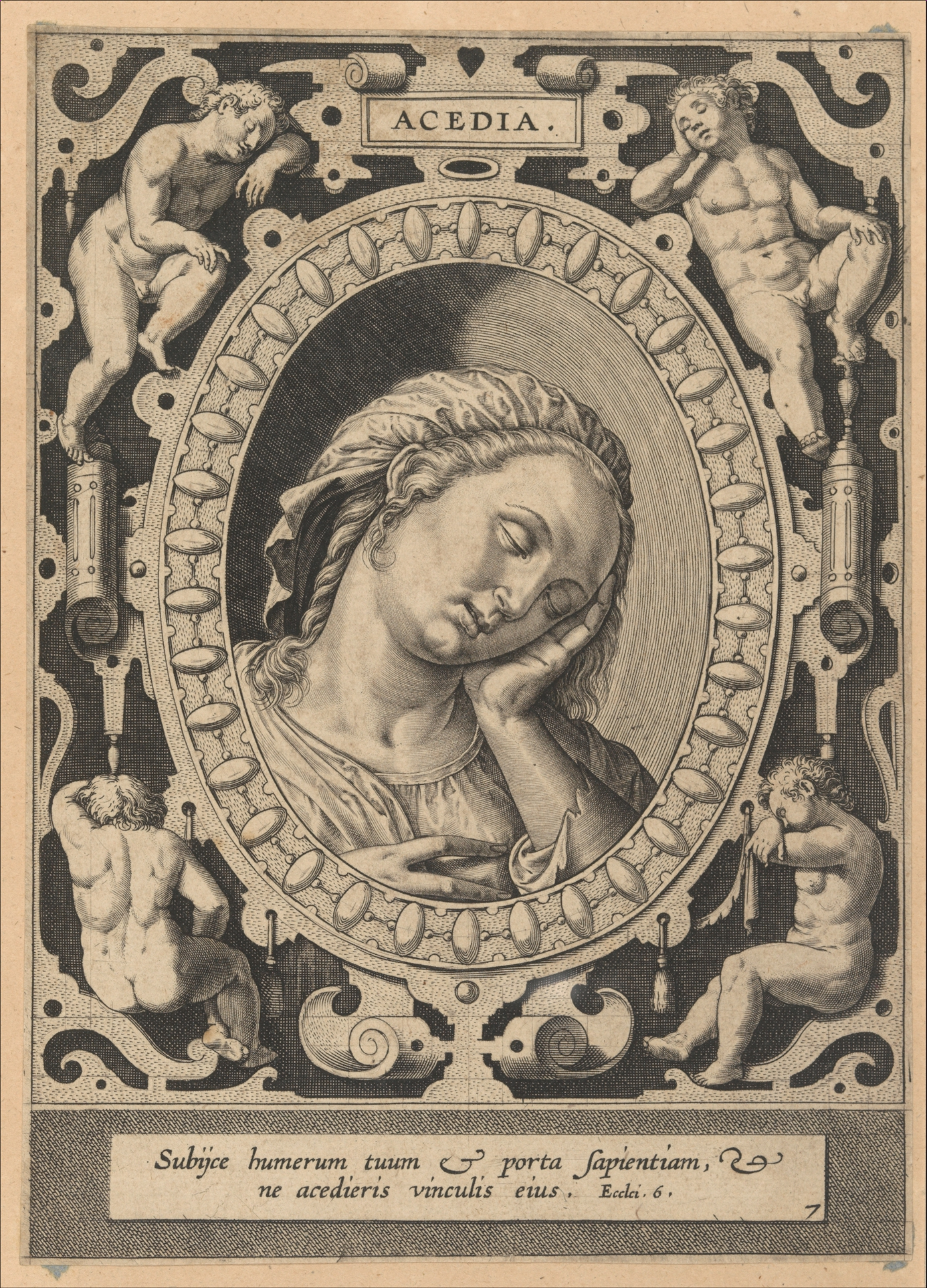
Acedia.

Acedia (medeltidslatin, av grekiskans ἀκηδία, akedia) är ett tillstånd av djup leda, tanklig trötthet och likgiltighet, närmast apati. Sinnesstämningen är inte helt liktydig med depression.
Acedia beskrevs först som ett tillstånd hos vissa munkar och andra asketer som förde ett liv i isolering. Det har allmänt betraktats som något som mer vanligen drabbar de med spirituella och intellektuella sysslor.